# 武训传
《武训传》是一部以清朝光緒年間武训行乞兴学的故事为内容的中国黑白电影。1948年中国电影制片厂开拍，后改由昆仑影业公司购买摄制权，编剧李士钊，导演孙瑜，主演赵丹。由于其宣传封建王朝的宿命论与以毛泽东为核心的领导核心的政治路线相左，全国开始掀起政治批判运动。“在许多作者看来，历史的发展不是以新事物代替旧事物，而是以种种努力去保持旧事物使它得免于死亡；不是以阶级斗争去推翻应当推翻的反动的封建统治者，而是像武训那样否定被压迫人民的阶级斗争向反动的封建统治者投降”。该片也成为中华人民共和国成立后公认的第一部“禁片” 。

## 剧情
武训五岁丧父，随母亲行乞度日。七岁时求私塾教师收留读书，遭富家子弟驱赶。十七岁在张举人家做长工，结识车夫周大和婢女小桃。武训听说小桃因不识字被卖到张家，武训也因不识字，不仅未领到工钱，反遭管家赵熊毒打。周大见武训被欺，义愤不平，痛殴赵熊后，被打入囚牢。小桃不甘于再被卖身，饮恨自尽。
武训因此痛感穷人不识字的不幸，决心兴修义学，让穷孩子读书识字，免再受人欺骗。他开始唱歌卖艺、装疯卖傻、积钱修学的屈辱生活。周大越狱后，劝武训投奔农民义军，武训拒绝。10年后，武训积聚的120吊铜钱，被地保侵吞，但他初衷未改，仍一心行乞兴学。20年后，武训购置了一些学田，并积存六千多串铜钱。他去杨进士家门前跪求三日，当地士绅为其精神所动，义学遂办成。
后来郭知县和张抚台为他邀功，奏报朝廷，清廷因此为武训建牌坊，赐黄马褂。然而武训却在盛典中悲愤地叮嘱孩子们“你们记牢了，将来长大，千万别忘了咱庄稼人”，丢弃了黄马褂离去。最后，周大率起义军火烧张举人家，纵马疾驰，隐没于黄尘中。

## 演职员
以下为本片片头放映的演职员表。

### 制作人员
- 编导：孙瑜
- 制片：夏云瑚、任宗德
- 制片主任：孟君谋
- 摄影：韩仲良（助理：郭奕耀；照明：陈安卿、郭德明）
- 录音：袁庆余（助理：伍华、刘永昌）
- 布景设计：丁辰（装置：诸富祥；美术：牛葆荣、魏铁铮）
- 音乐：黄贻钧、陆洪恩
- 助理导演：高衡
- 摄影技术设计：韩仲良
- 洗印：严兆德、杭子玉
- 剪接：傅正义
- 剧务：夏冬
- 场记：田野
- 化妆：王铁彬、姚永福
- 道具：姚志荣
- 服装：蒋正勤
- 场务：陈菊甫

### 演员表
（出场为序）

- 武训：赵丹
- 女教师：黄宗英
- 武训（七岁）：孙栋光
- 武训母：周敏
- 卖艺者：王桂林
- 老师：田野
- 武大嫂：雪萍
- 武训（十三岁）：郑大畏
- 赵熊：中叔皇
- 魏俊：奇梦石
- 张举人：周伯勲
- 刁把总：苗祝三
- 周大：张翼
- 钱妈：吴茵
- 坠儿：黄晨
- 四奶奶：蒋天流
- 小桃：王蓓
- 陈二嫂：白荷
- 小茂林：邱奂
- 曹胖子：朱云山
- 李四：程漠
- 苟知县：何剑飞
- 剃头者：洪警铃

## 拍摄过程
1944年夏秋之交，教育家陶行知在重庆约见电影编导孙瑜，提议将武训办义学的事迹拍成电影。陶行知特别地强调：
乞丐的形象虽然不美，但是那颗比金子还宝贵的心灵，应该在全社会熠熠闪光。
此后，孙瑜开始收集有关武训的资料，但因考虑到制片困难而对投拍该片举棋不定。1946年，孙瑜从美国访问归来，在南京玄武湖边见到了一群被警察称作“小流氓”的流浪儿。他们中的一个领头者被警察用警棍打得头破血流，逃跑时还捡起了一本《三毛流浪记》。孙瑜给了他两块钱，但这孩子不肯收钱，却跪在他面前哭着说：
好心的先生，只求你帮助出口气。我们只是家里穷得上不了学，不是坏孩子啊！
十几个流浪儿，也随着一同跪下。孙瑜遂决定像张乐平画《三毛流浪记》那样，为穷孩子编一部电影，以劝导人们扶贫助学。
此后，孙瑜一到上海，便去昆仑影业公司找到赵丹。赵丹是江苏南通人，祖籍山东肥城县，常听说苏北高沙土一带有许多失学儿童，有的地方甚至方圆数十里内都无学校，所以和孙瑜一拍即合，很快完成了剧本初稿。陶行知阅读了初稿后加以称赞，并提议该片定名《武训传》，而不用忌讳武训是不是乞丐。
1948年3月，南京的中国电影制片厂开拍《武训传》。由于媒体炒作，该片开拍的消息传遍中国。就连美国华人协会主办的《唐人博览报》也刊登评论指出：“这是提倡识字运动，普及乡村教育的推动力。” 
但是，该片只拍摄了三分之一，便因经费紧张而被迫于1948年11月停机。1948年11月，孙瑜向宋庆龄汇报情况后，经中国福利会支持，私营的昆仑影业公司于1949年2月购买了该片的拍摄权和已拍摄完成的4本拷贝。此后，昆仑影业公司请孙瑜重新加工剧本，将若干闹剧情节改为悲剧情节。郑君里、陈白尘、蔡楚生等人又对剧本进行讨论修改，认为应突出武训所处时代办教育的艰巨性，以引起人们重视兴办教育。 

1949年7月，孙瑜在北京参加中华全国文学艺术工作者代表大会（第一届文代会）期间，向周恩来等中共中央领导作汇报，并听取了他们的意见。周恩来指出：在演活武训这个人物的同时，一定要演活他的精神，千万不能简单化，搞形而上学主义。同时对内容提出了三点要求：
(一)站稳阶级立场(二)武训成名后，统治阶级即加以笼络利用(三)武训最后对兴学的怀疑
为贯彻该指示，孙瑜率剧组到武训的家乡山东省聊城（原堂邑县）参观访问，并听武氏后人以及当地群众介绍情况。从昆仑影业公司接手，到拍摄完成，剧本共经过三次修改。1950年12月，《武训传》封镜。 
1951年2月，孙瑜携本片拷贝到北京请周恩来等中共中央领导审看。2月21日晚7时，周恩来、朱德、胡乔木等百余位中共中央领导在中南海某大厅观看了本片，“大厅里反应良好，映完获得不少的掌声。” 朱德与孙瑜握手，称赞道“很有教育意义”，周恩来、胡乔木没提多少意见，周恩来只是希望将管家赵熊毒打武训的镜头剪短，孙瑜马上照办。
1951年初，该片在北京、天津、上海地区上映。

## 评论

### 正面
公映后受到全国各界广泛好评，各地报刊纷纷刊文给予肯定，几个月内发表赞扬文章200余篇，在全国文艺界形成一股武训热。特别是广大教师看过电影后，纷纷表示要热爱本职工作，关怀下一代，为中华人民共和国的教育事业贡献力量。周恩来、朱德曾对武训持肯定意见。

### 负面
同时也有批评文章出现，如《文艺报》发表署名贾霁的文章《不足为训的武训》，指出宣扬“乞讨兴学”的武训精神没有现实意义；《光明日报》发表《我对〈武训传〉的意见》、《新民报》发表《〈武训传〉能体现我们祖先的精神吗》、《进步日报》发表《不能接受武训的传统》等。
除过刊物发表的评论外，当时文艺界颇具份量的夏衍也曾说“武训不足为训”。董渭川的文章认为《武训传》描写了很多无关武训的内容。使重心转移，教育意义大打折扣。

## 中央政治批判
1951年5月20日《人民日报》发表毛泽东亲自修改的社论《应该重视电影〈武训传〉的讨论》，《武训传》被批判为改良主义，提到了政治的高度。毛主席认为该片“狂热地宣传封建文化，并为了取得自己所没有的宣传封建文化的地位，就对反动的封建统治者竭尽奴颜婢膝的能事”，“我们的作者们不去研究过去历史中压迫中国人民的敌人是些什么人，向这些敌人投降并为他们服务的人是否有值得称赞的地方”；同日，该报还在《党的生活》专栏上发表专论《共产党员应当参加关于〈武训传〉的批判》。新华社全文播发。同月，中宣部、教育部、华东局先后发出指示和通知，指出开展对电影《武训传》的批判，“乃是重要的政治任务”，是“一种全国性的思想运动”；说“武训精神”已经“成为人民教育事业前进的严重的思想障碍”，要求要把对电影的批评普及每一个学校、每一个教育工作者和文艺工作者，并要联系实际检查自己。接着，《人民日报》接连七天在显著位置上报道上海等地文化界开展批判活动的动态新闻，还专门刊登一批赞成批判的“读者来信”。《人民日报》又和文化部联合发起13人“武训历史调查团”，开始前往武训生活过的堂邑、临清、馆陶等县进行调查。至七月底，《人民日报》发表有关文章、动态消息达100多篇。《光明日报》30多篇，上海《文汇报》发表了100多篇，这些文章都是一个腔调。批判后期，周扬撰写总结性质的长篇文章：《反人民、反历史的思想和反现实主义的艺术》。与此同时，7月27日至28日，《人民日报》第三版刊登了署名“武训历史调查团”的长达4.5万字的《武训历史调查记》，调查结论给出如此定性：“武训是一个以‘兴义学’为手段，被当时反动政府赋予特权而为整个地主阶级服务的大流氓、大债主和大地主”。此后，导演孙瑜、演员赵丹都为这部电影写出了自我批评的文章，还有相关的数十人也都做了自我批评。

## 平反与重新公映
1983年万里、1985年胡乔木分别都表示对于《武训传》的评价有失公允，当时中共已经处在对文革拨乱反正的政治工作中；对于《武训传》的平反，也划归到了政治清算的一部分。1985年9月6日《人民日报》第一版，新华社向全国发了通稿。《武训传》在被“片面、极端和粗暴地”批判三十四年之后，得到平反。2005年11月中旬，在上海影城举办的纪念赵丹诞辰90周年电影回顾展上，《武训传》以“内部上映影片”名義公開放映，媒体称这是《武训传》被雪藏55年来首见天日。
2012年3月15日，《武训传》由广东大圣文化传播有限公司首度发行音像制品（正版双碟DVD-Video）公开售卖，但在盒套封面上特意标明“供研究所用”以尽可能规避残留的政治风险。

## “批判《武训传》”运动的影响
《武训传》的影响在后来已经超出了影片本身。一部普通的影片在当时掀起巨大政治波澜，兴起一场文艺领域意识形态运动，成为了全国性的政治大批判。值得说明的是，虽然孙瑜和赵丹在运动中承受了巨大的政治压力，但并未对其做出政治结论和组织处理，事后也没有停止他们的工作，这和后期文艺批评运动，尤其是文革中有着相当大的区别。
党中央和左派媒体批判电影《武训传》确立了一个模式：以阶级斗争囊括一切社会现象，事先选靶子、定调子，通过组织发动，用政治批判代替学术讨论，以主观结论定于一尊。其后对红楼梦研究思想的批判，对胡风思想的批判，对《海瑞罢官》的批判，大体都是沿袭这个模式。
《人民日报》“5.20”社论经毛泽东本人亲自修改定稿，《武训历史调查记》则是江青参与的手笔。甚至有观点认为，如果没有江青，忙于公务的毛泽东未必会发起电影《武训传》的批判。后来整个批判运动则成为毛泽东“开展党内思想斗争”的部署。
在批判初始时，毛泽东责成人民日报社和文化部组织了武训历史调查团，到山东做实地调查，形成了《武训历史调查记》，进一步推动了对电影《武训传》的批判。江青在武训调查团赴山东调查前传达毛泽东本人的指示：“武训本人是不重要的，他已经死了几十年了；武训办的义学也不重要，它已经几经变迁，现在成了人民的学校。重要的是我们共产党人怎样看待这件事——对武训的改良主义道路，是应该歌颂，还是应该反对？”
对于该影片，毛泽东的批评，与马克思、恩格斯批评拉萨尔剧本《弗兰茨·济金根》有相似的理论依据，理论上主要涉及两方面问题：一是对“历史”不同阐释的合法性，二是文学创作的“修辞”性质和作家的“虚构的权利”。

## “批判《武训传》”运动的评价

### 负面
有观点认为：对武训传的批判运动，开创了以阶级斗争为纲，实际上以政治批判的方式取代了正常的文艺批判、学术的批判，形成了此后一系列思想与政治批判的模式。同时继续强化了毛泽东的权威地位，损害了党内民主，加深了毛泽东对国统区知识分子的偏见。为随后开展的对陶行知的重新评价铺平了道路，同时也是对共同纲领规定的公民的言论与出版自由的一次严重践踏。

### 正面
有观点认为：毛泽东对于武训传的批判是正确并且必要的，认为武训传是教育的外衣下为奴才精神招魂的本质；虽然使用了大量革命词汇，但是作者对革命陌生；影片是在旧故事中加工的，潜意识流露的仍然是教育救国的改良思想；同时混淆了革命和改良的界限，模糊了中国人民的解放道路，弄巧成拙。而文学和史学界则更多的从历史角度分析武训传掀起政治波澜的原因。

## 拓展阅读
- 袁晞，《武训传批判纪事》，长江文艺出版社2004年11月版，ISBN 978-7-5354-1965-1
- 袁鷹，《風雲側記：我在人民日報副刊的歲月》，中國檔案出版社2006年10月版，ISBN 7801667506；明报出版社2007年6月增訂本，ISBN 978-962-8959-07-5